# ラッペーンランタ (小惑星)
ラッペーンランタ (1504 Lappeenranta) は小惑星帯に位置する小惑星。フィンランドの都市トゥルクで、リイシ・オテルマによって発見された。
フィンランド南東部の都市であるラッペーンランタに因んで命名された。